# دورنبوخر فورست
بَلْدَة دُورنبُوخر فُورِست (بالأَلمانِيَّة: Gemeindefreies Dürnbucher Forst) هي بَلدَة أَلمانِيَّة فِي المَجَال الإِدَارِيِّ الحُرَّ؛ وتُعتبر واحِدة مِن أكبر الغابَات فِي باڤارِيا. تقع دُورنبُوخر فُورِست أَو كما يُمكِن أَنَّ نُسمِّيها «غابَة الزّان الكُبرى» أَو «غابَة المرَّان العظِيمة» فِي مِنطَقَة كلِّهايِم التَّابِعة لمُحافظة باڤارِيا السُّفلى فِي وِلاَية باڤارِيا في جُمهُوريَّة أَلمَانيَا الاِتّحاديّة بمِساحة تُقَدَّر بحَوالَي 45 كم².

## مَراجع
1. 1 2   https://www.destatis.de/DE/Themen/Laender-Regionen/Regionales/Gemeindeverzeichnis/Administrativ/Archiv/GVAuszugQ/AuszugGV1QAktuell.xlsx?__blob=publicationFile. {{استشهاد ويب}}: |url= بحاجة لعنوان (مساعدة) والوسيط |title= غير موجود أو فارغ (من ويكي بيانات) (مساعدة)
2. ↑  "معلومات عن دورنبوخر فورست على موقع openstreetmap.org". openstreetmap.org. مؤرشف من الأصل في 2017-12-01.
3. ↑  "معلومات عن دورنبوخر فورست على موقع bavarikon.de". bavarikon.de. مؤرشف من الأصل في 2020-03-26.